# Chlorophytum comosum

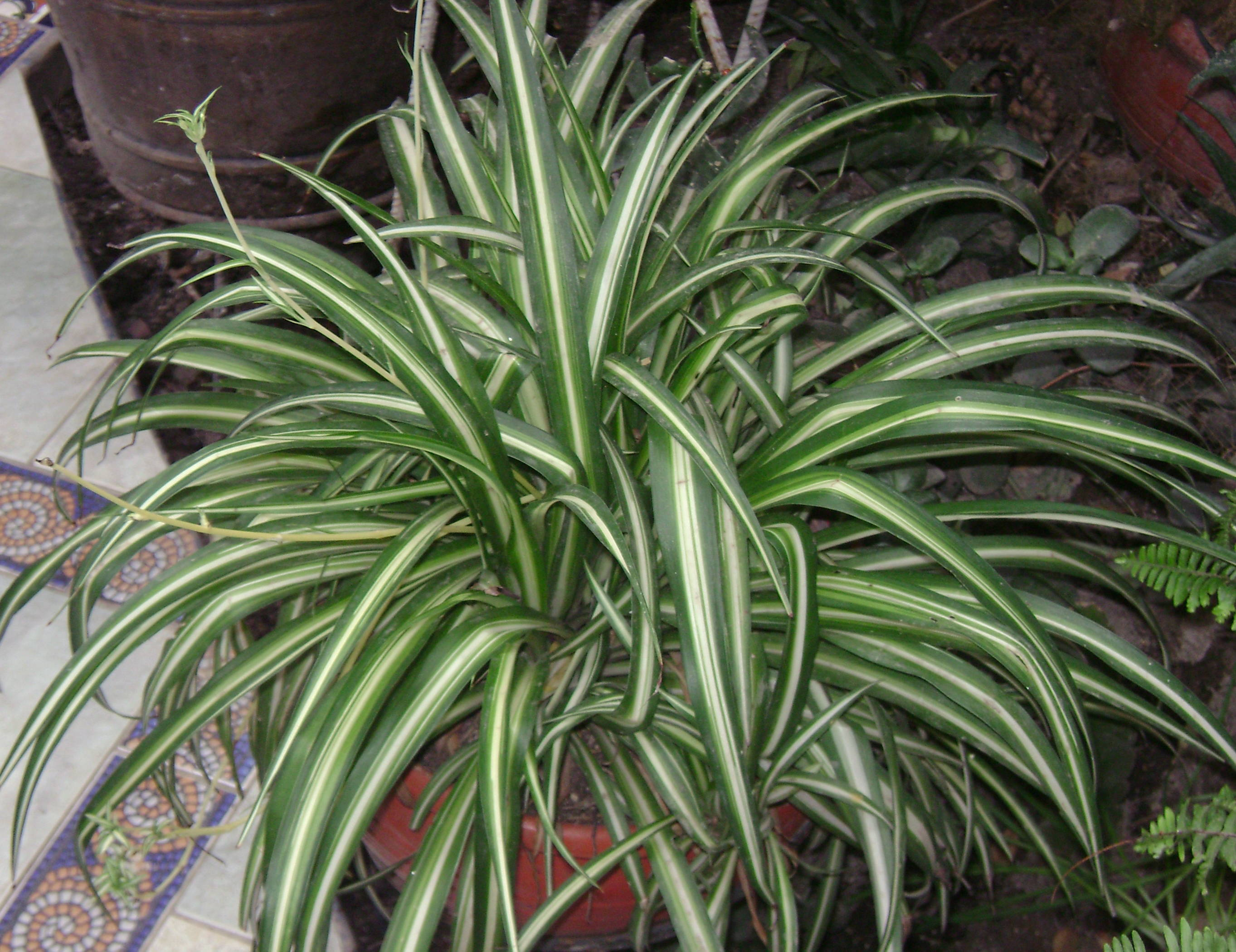
Chlorophytum comosum 'Vittatum'

Chlorophytum comosum, popularment anomenada cinta i en anglès spider plant, és una espècie herbàcia ornamental sovint utilitzada com a planta d'interior. És nativa de l'Àfrica tropical i de Sud-àfrica, però s'ha naturalitzat en altres llocs, incloent-hi l'oest d'Austràlia i San Francisco, Califòrnia. Les formes variegades són les que es fan servir com a plantes d'interior.

## Descripció
Chlorophytum comosum és una planta perenne que arriba a fer 60 cm d'alçada. Les arrels són tuberoses i carnoses. Les fulles, estretes, fan de 20 a 45 cm de llargada i de 6 a 25 mm d'amplada.
Les flors, blanc verdoses, apareixen en inflorescències que poden fer 75 cm. Les llavors s'agrupen en càpsules de 3 a 8 mm de llargada. Les inflorescències porten plàntules a les puntes de les branques, que no són pròpiament estolons.

## Cultiu

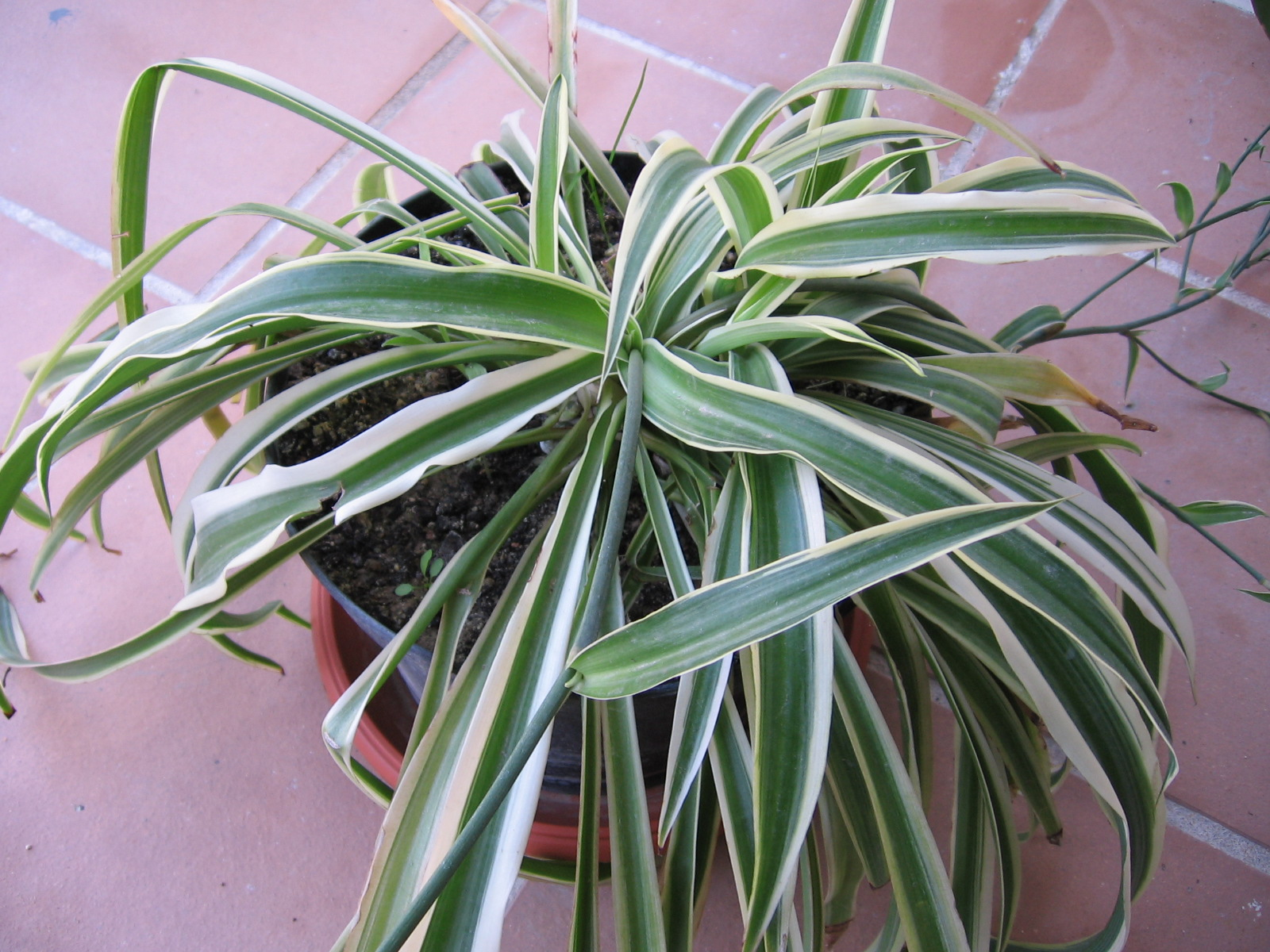
C. comosum 'Variegatum'

Chlorophytum comosum es comercialitza principalment amb les fulles variegades:
- C. comosum 'Vittatum', amb la banda central de la fulla blanca.

- C.comosum 'Variegatum', amb les fulles més fosques i els marges blancs.

Són plantes fàcils de cultivar i toleren temperatures de 2 °C, però creixen millor entre els 20 i els 30 °C.
Redueixen la contaminació de l'aire produïda pels formaldehids.

## Història botànica

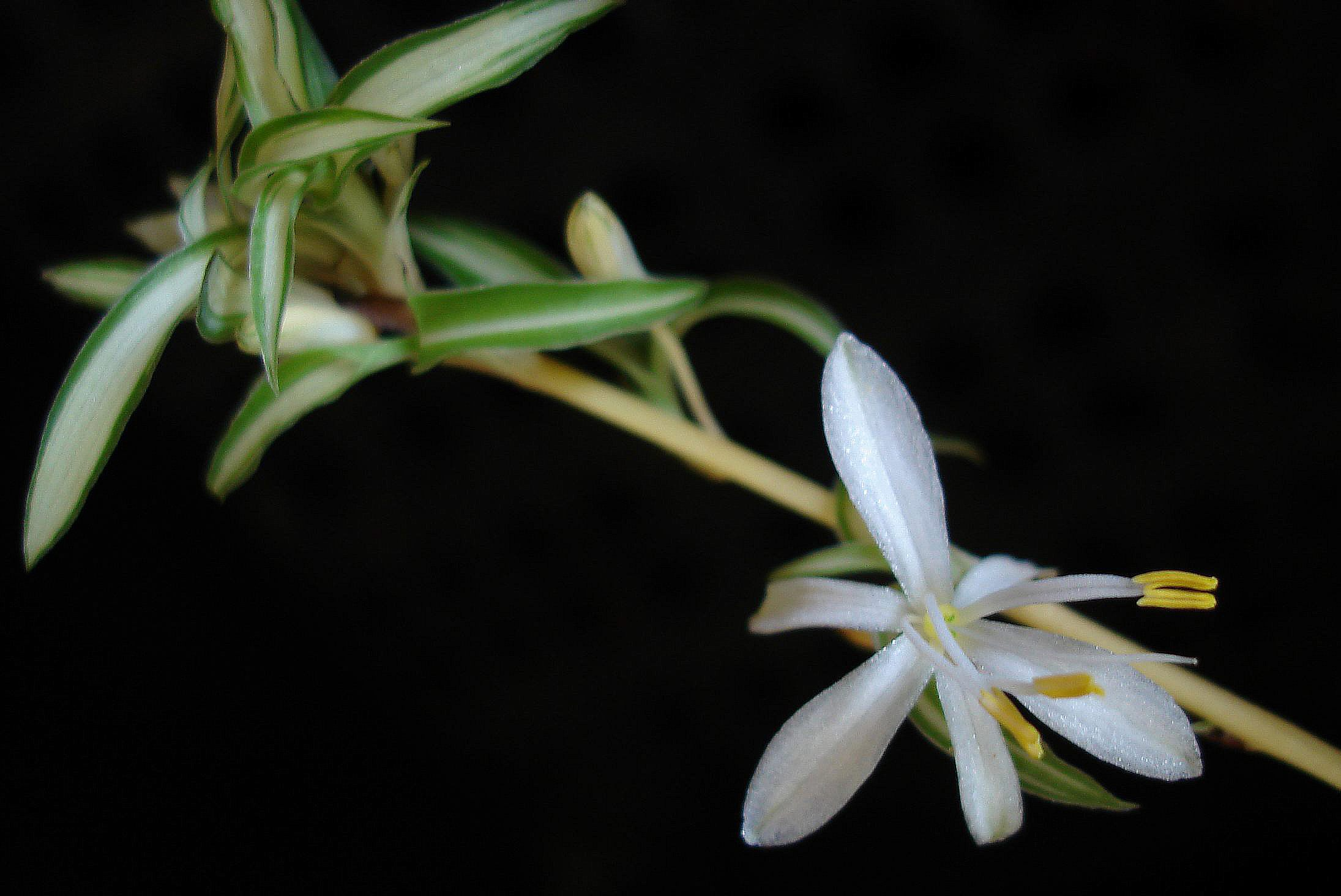
Flor

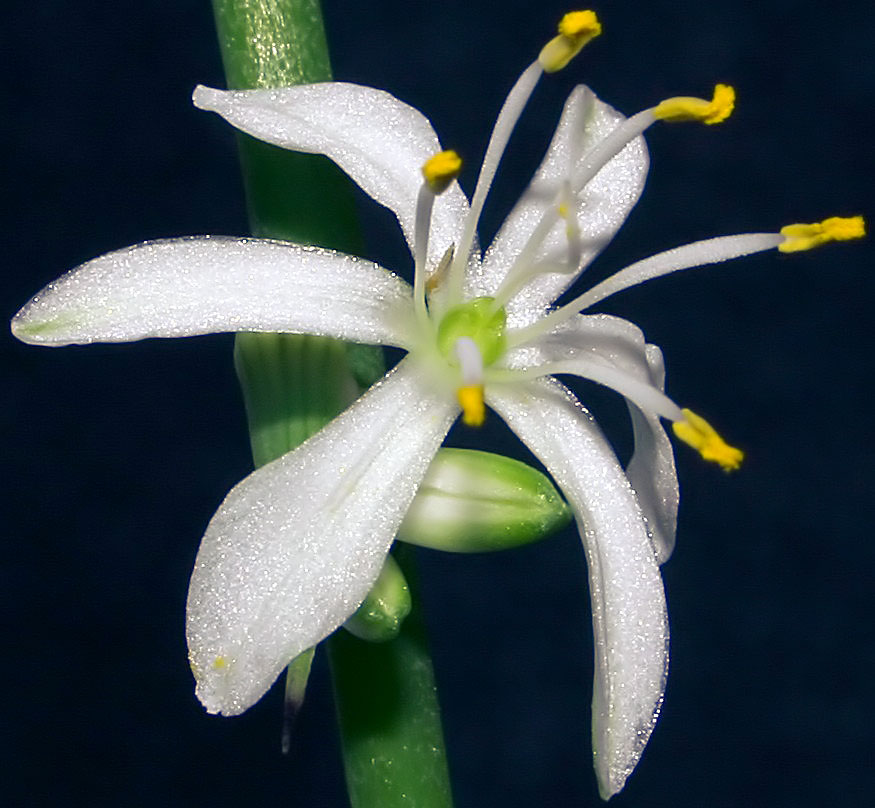
Detall de la flor

Chlorophytum comosum va ser descrita formalment pel botànic suec Carl Peter Thunberg com a Anthericum comosum l'any 1794 a l'obra Prodromus Plantarum Capensium. Posteriorment es va anar incloent en diversos gèneres, com Phalangium, Caesia, Hartwegia i Hollia, fins que Henri-Antoine Jacques, l'any 1862, li va donar el nom actual de Chlorophytum.